# Anisagrion allopterum
Anisagrion allopterum är en trollsländeart som först beskrevs av Selys 1876.  Anisagrion allopterum ingår i släktet Anisagrion och familjen dammflicksländor. IUCN kategoriserar arten globalt som livskraftig. Inga underarter finns listade i Catalogue of Life.